# كلايف أبتون
كلايف أبتون (بالإنجليزية: Clive Upton)‏ هو لغوي بريطاني، ولد في 30 سبتمبر 1946.